# عملیات نیروهای دریایی محور در آب‌های استرالیا

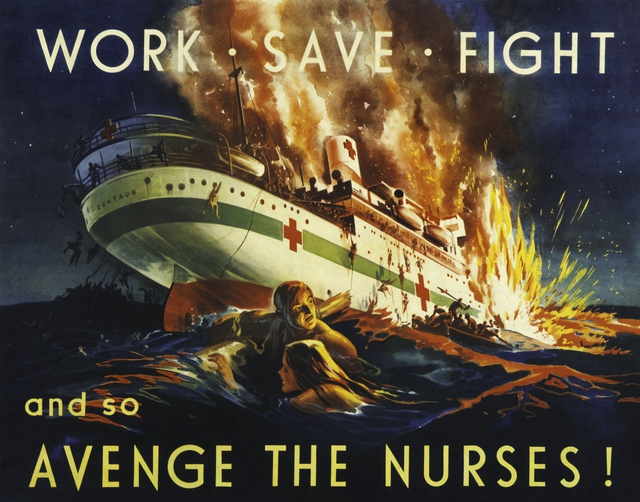
نمایی از یک پوستر پروپاگاندا که از استرالیایی‌ها می‌خواهد انتقام غرق‌شدن کشتی بیمارستانی استرالیایی سنتور توسط زیردریایی ژاپنی I-177 در ماه مه ۱۹۴۳ را بگیرند.

گرچه استرالیا از خط مقدم اصلی جنگ جهانی دوم دور بود نیروی دریایی دول محور فعالیتهای قابل توجهی در آبهای این کشور داشتند. در مجموع ۵۴ کشتی جنگی و زیردریایی آلمانی و ژاپنی بین ۱۹۴۰ و ۱۹۴۵ وارد آبها، بندرها و دیگر هدفهای استرالیا شدند. یکی از معروفترین حملات غرق شدن ایچ‌ام‌ای‌اس سیدنی توسط یک مهاجم آلمانی در نوامبر ۱۹۴۱، بمباران داروین توسط جنگنده‌های نیروی دریایی ژاپن در ۱۹۴۲ و حمله زیردریایی ژاپنی به اسکله سیدنی در مه ۱۹۴۲ بود. علاوه بر آن، بسیاری از کشتیهای تجاری بر اثر مین یا زیر دریایی صدمه دیده یا غرق شدند. زیردریایی‌های ژاپنی به بندرهای متعدد استرالیا حمله کرده و جنگنده‌های زیردریایی‌های ژاپن بر فراز شهرهای مهم استرالیا پرواز کردند.